# Miroslav König
Miroslav König (Nitra, 1º giugno 1972) è un ex calciatore slovacco che giocava da portiere.

## Carriera

### Club
König ha iniziato la sua carriera con il Nitra nel 1991, ma non ha mai giocato nel club, e si trasferisce nel Spartak Trnava nel 1993. Non giocando nel FC Nitra, passa allo Spartak Trnava ma anche qui non trova spazio e riesce ad essere acquistato dallo Slovan Bratislava nel 1995. Vincerà tre campionati, due coppe nazionali, due supercoppe ed il Trofeo Ciudad de Cartagena prima di passare in Svizzera nel 2000 con il Grasshopper. Avrà esperienze col Basilea, con il Concordia Basilea e con l'Zurigo. Nel 2003 passa all'Elazığspor in Turchia dove gioca una sola stagione prima di arrivare al Baník Ostrava dove invece trova poco spazio ma vincendo comunque la Coppa della Repubblica Ceca. Torna in patria con lo Žilina nella stagione successiva ma non trova successi pur giocando da titolare. Nel 2006 arriva al Paniōnios dove pur giocando da titolare nel 2008 conclude la propria carriera.

### Nazionale
König ha giocato 44 volte con la nazionale slovacca, tra il 1997 e il 2004.

## Palmarès
- Campionato slovacco: 3

Slovan Bratislava: 1995, 1996, 1999
- Coppa di Slovacchia: 2

Slovan Bratislava: 1997, 1999
- Supercoppa di Slovacchia: 2

Slovan Bratislava: 1995, 1996
- Trofeo Ciudad de Cartagena: 1

Slovan Bratislava: 1996
- Coppa della Repubblica Ceca: 1

Baník Ostrava: 2005